# Nootrop
Nootropele sau substanțele nootrope reprezintă medicamente sau suplimente alimentare (precum piracetam, piritinol, pramiracetam, lecitină, extractele de Ginkgo biloba și altele), diferite ca structură chimică, care ameliorează procesele metabolice neuronale în leziunile cerebrale hipoxice, toxice, traumatice sau involutive. Ele mai sunt numite și neurotrope, neurodinamice sau activatoare ale metabolismului cerebral. De asemenea, termenul de nootrop se folosește și ca adjectiv cu sensul de conceptul de nootrop sau efect nootropic al substanțelor mai sus menționate. Are codul ATC N06B.
Conceptul de nootrop a fost introdus de către doctorul Corneliu E. Giurgea în anul 1972 prin juxtapunerea cuvintelor grecești noos (spirit, minte) și trope (către).
Medicamentele nootrope pot îmbunătăți procesele cognitive, ușurând astfel procesul de memorare și mărind performanțele psihice. Efectele favorabile sunt atribuite influențării pozitive a metabolismului neuronal, cu ameliorarea funcționalității conexiunilor intercorticale și corticosubcorticale. Dozele mari pot provoca fenomene de excitație centrală . Au o eficacitate terapeutică modestă, care este mai degrabă ipotetică, constituită pe baza unor deducții plecând de la unele cercetări experimentale. Probabil efectul placebo are un rol foarte important. În general aceste efecte a lor sunt puțin susținute de studii clinice convingătoare. 
Folosirea medicației neurotrope a stârnit controverse asupra eticii utilizării acesteia, în situația în care disponibilitatea și prescrierea medicamentelor de acest tip nu ar fi reglementate. Ele mai sunt (popular) cunoscute și ca neuroamplificatori, medicamente „istețe” (engleză smart drugs) sau chiar „viagra pentru creier”.